# Ja Rule
Jeffrey Bruce Atkins (Nueva York, 29 de febrero de 1976), más conocido como Ja Rule, es un rapero, cantante, compositor, productor discográfico y actor estadounidense. Rule es conocido por su característica voz y por promocionar su productora The Inc. todo el tiempo. Rule ha incluido seis de sus álbumes en la lista de los diez primeros de la Billboard (dos de ellos llegando al número uno). También son frecuentes sus disputas y enfrentamientos con raperos (especialmente de Nueva York) como DMX o 50 Cent.

## Carrera musical
En 2000, Ja Rule grabó Rule 3:36, su segundo álbum. El primer sencillo fue "Between Me and You" junto con Christina Milian. El tema tuvo gran éxito, al igual que el siguiente sencillo, "Put It On Me" con Lil' Mo. El último fue "I Cry" , también en colaboración de Lil Mo. El álbum fue certificado triple platino. 
A finales del 2001, Ja lanzó su tercer álbum, Pain Is Love. El primer sencillo fue "Livin' It Up", otro éxito, junto con la cantante de R&B Case y sampleado del "Do I Do" de Stevie Wonder. El segundo sencillo, "Always On Time", fue lanzado en diciembre, y supuso un éxito más para el artista. El tema sirvió a una debutante Ashanti introducirse en el público gracias a su colaboración en los coros. El álbum también incluía un exitoso remix del "I'm Real" de Jennifer Lopez, además de un tributo a 2Pac en "So Much Pain", un remix de Ja Rule y el propio 2Pac. Pain Is Love fue 6 veces platino.
El cuarto álbum de Ja Rule vio la luz en noviembre de 2002, llamado The Last Temptation. El disco no tuvo tanto éxito como los anteriores trabajos del artista, vendiendo este solamente un millón de copias. Los sencillos "Thug Lovin" y "Mesmerize" (junto con Bobby Brown y Ashanti, respectivamente) tuvieron bastante éxito. Por esa época, comenzaron los problemas con el rapero 50 Cent.
Blood In My Eye fue el quinto álbum de Ja Rule, lanzado en 2003, y notable por la cantidad de canciones en las que ataca a los raperos 50 Cent, DMX, Eminem y Dr. Dre, entre otros. Fue certificado oro en Estados Unidos y comparado con sus anteriores álbumes, fue algo decepcionante y vergonzoso.
A finales de 2004 publicó R.U.L.E., álbum en el que se incluían éxitos menores como "Wonderful" (con R. Kelly y Ashanti), "New York" (con Fat Joe y Jadakiss) y "Caught Up" (con Lloyd).
En diciembre de 2005, un álbum de grandes éxitos de Ja Rule fue grabado, titulado Exodus Greatest Hits. Rule declaró que ese podría haber sido su último álbum bajo Murder Inc., su sello discográfico, ya que quiere concentrarse en otros aspectos de su carrera.
En abril de 2006 se difundieron varios rumores por Internet que decían que Ja Rule está trabajando en su nuevo álbum. Sin embargo, ningún representante del rapero confirmó el rumor. Tras la grabación de la nueva canción llamada "'21 Gunz" o en español 21 pistolas, se especula la reaparición de Rule.
A finales de 2009 finalizó el feudo que tenía con DMX. Rule se ha marchado de The Inc., productora con la que llevaba desde 1997.
Tras años de inactividad Ja lanzó su séptimo álbum de estudio que llevaría por título Pain Is Love 2. Salió a la venta el 28 de febrero del 2012. Estaba inicialmente previsto para 2011, pero se retrasó debido a los muchos problemas judiciales de Ja Rule. El álbum llegó a la posición 137# en la lista de Billboard, por lo cual no dio de que hablar.
Recientemente Ja Rule sorprendió al mundo del rap, al revivir (junto con Irv Gotti) su antigua compañía discográfica Murder Inc Records. De momento solo Ja está bajo contrato en la productora.

## Apariciones
Ja Rule apareció en el remix del "What's Going On" de Marvin Gaye, en el que los beneficios iban a parar a enfermos de sida y a las víctimas de la tragedia del 11 de septiembre.
Rule ha colaborado, además, con Jennifer Lopez en los éxitos "Aint It Funny" y "I'm Real".
También se le puede ver en el tema "Rainy Dayz", incluido en la regrabación del álbum de Mary J. Blige llamado No More Drama, de 2001. La canción se convirtió en otro éxito. 
Le hizo un tributo a los fallecidos raperos Randy Walker "Stretch" y Tupac Amaru Shakur en la canción So Much Pain Del Disco Pain Is Love.
En el disco bonus The Notorious B.I.G. Duets: The Final Chapter, Rule hace una aparición en el tema "Want That Old Thing Back", con Ralph Tresvant.
En 2009, Rule hizo una colaboración con la cantante brasileña Wanessa Camargo en la canción "Fly/Meu Momento". La canción es parte del nuevo álbum de la cantante, llamado "Meu Momento".
En 2010 apareció en la película Wrong Side of Town junto con los luchadores Rob Van Dam y Dave Batista.
En 2013. La película I´m in Love With a Church Girl (Me enamoré de una chica cristiana) estrenada el 18 de octubre de 2013 en Estados Unidos.

## Estilo

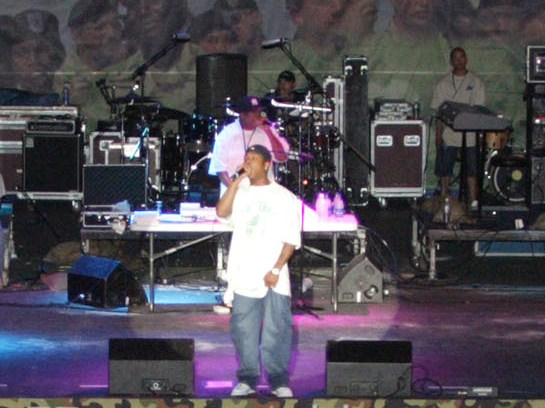
Ja Rule en Fort Hood, Texas.

Ja Rule es reconocido especialmente por su voz brusca y grave, similar a la DMX, rapero con el que ha tenido varias disputas a pesar de ser amigos en un principio.

## Vida personal

### Familia
Jeffrey se casó con Ayisha Flores en abril de 2001, con quien tuvo tres hijos: Britney (nacida en 1995), Jeffrey Jr. (nacido en agosto de 2000) y Jordan (nacido en abril de 2003).

### Comentarios homófobos
Al ser entrevistado para un artículo de septiembre de 2007 de la revista Complex, Ja Rule se manifestó en contra de los medios de representación de la homosexualidad: 
Y si es así, entonces tenemos que parar a la Paramount, la jodida MGM y todos estos otros hijos de puta que hacen todas estas películas y tenemos que parar a MTV y Viacom y vamos a hablar de todos estos jodidos programas que tienen la MTV en promoción de la homosexualidad, mis hijos no pueden ver esta mierda, continuó, Programas de citas que muestran chicos con chicos y chicas con chicas a mediados de la tarde. ¡Hablemos de mierda como esa! Si eso no está jodido América, no sé lo que es.
Este último comentario fue públicamente denunciado por la GLAAD: 
No es justo que una persona puede ver Ja Rule la entrevista en Complex y creer por un segundo que sus hijos puedan ser más perjudicados por lo que pueden ver en la televisión que por la vulgaridad y los prejuicios que sale de la boca de su padre. Ahora que los medios de comunicación han visto la intolerancia desenmascarada de Ja Rule, mediante sus propias palabras, tienen la responsabilidad de no proporcionar en el futuro una plataforma para que su fea y vulgar muestra de los prejuicios.
Durante una entrevista en línea con el canal de MySpace The Hook Up el 24 de octubre de 2007, Ja Rule alegó que la revista Complex le habían, falsamente, citado sus palabras de manera catastrófica, y que "no es en absoluto" homófoba. Fue en enero de 2008 en una pregunta de una entrevista en la revista XXL donde sus palabras fueron tomadas fuera de contexto. De este modo citó: 
 Lo que estaba diciendo en el artículo es en todo el mundo tiene la misma responsabilidad. Ellos tiene toda la razón: Los raperos tienen la responsabilidad de los niños. Pero no sólo señaleis el hip-hop. Si tengo que frenar mis letras o censurar lo que digo, no hay problema. Pero si vas a mostrar imágenes sexuales durante el día para los niños, deben ser censurados también... Y no estoy hablando solamente de la homosexualidad. Estoy hablando de cualquier sexualidad. Si es demasiado sexy para los niños, es demasiado sexy para los niños...

### Problemas judiciales y Fyre Festival
En 2003 Rule le pegó un puñetazo a un hombre en Toronto. Desde entonces Ja Rule tiene prohibida la entrada en Canadá de forma indefinida.
En 2016, Ja Rule cofundó junto a Billy McFarland la agencia Fyre Media Inc., dedicada a la contratación de talentos para eventos privados. En abril de 2017  la empresa contrató a destacadas influenciadoras de redes sociales como Kendall Jenner, Bella Hadid, Hailey Baldwin y Emily Ratajkowski, entre otras, para promover en Instagram su Fyre Festival, a realizarse en las Islas Bahamas, concebiéndose como un evento musical de lujo. Finalmente fue un fracaso logístico, incumpliendo con las promesas de venta y actuaciones. La posterior estafa conocida como "Fyre Fraud", condujo a que Rule y McFarland enfrentaran una demanda colectiva por estafa de $ 100 millones de dólares, presentadas por compradores de boletos e inversionistas de Fyre Festival. 
Ja Rule declaró en enero de 2019 que también había sido defraudado por McFarland. En noviembre de 2019, fue destituido de la demanda colectiva presentada por los asistentes al festival, determinándose que no se podía comprobar si este había participado en la promoción de redes sociales, lo que finalmente habrían determinado la asistencia de los demandantes. Billy McFarland, es el único socio de Fyre Media que se encuentra cumpliendo condena efectiva de 6 años en una cárcel de Nueva York.
En 2019 se estrenaron dos documentales sobre Fyre Festival. El primero es Fyre Fraud, dirigido por Jenner Furst y Julia Willoughby Nason, que se estrenó en el servicio por streaming Hulu, el 14 de enero de 2019. El segundo es Fyre, dirigido por Chris Smith, estrenado en Netflix el 18 de enero de 2019. 

### Conversión
Después de su actuación en la película: Me enamoré de una chica cristiana en el 2013, Ja Rule tuvo un encuentro con Dios en la iglesia Hillsong de Nueva York, y se convierte al cristianismo junto a su esposa.

## Discografía

### Álbumes
| Año  | Nombre                                                                                   | Posición | Posición | Posición | Posición | Posición | Posición | Posición |
| Año  | Nombre                                                                                   | US       | US R&B   | UK       | CAN      | GER      | FRA      | AUS      |
| ---- | ---------------------------------------------------------------------------------------- | -------- | -------- | -------- | -------- | -------- | -------- | -------- |
| 1999 | Venni, Vetti, Vecci - Lanzado: 2 de junio de 1999 - Productora: Murder Inc./Def Jam      | 3        | 1        | —        | 20       | —        | —        | —        |
| 2000 | Rule 3:36 - Lanzado: 10 de octubre de 2000 - Productora: Murder Inc./Def Jam             | 1        | 1        | —        | 8        | 72       | —        | —        |
| 2001 | Pain Is Love - Lanzado: 2 de octubre de 2001 - Productora: Murder Inc./Def Jam           | 1        | 1        | 3        | 3        | 38       | —        | 6        |
| 2002 | The Last Temptation - Lanzado: 19 de noviembre de 2002 - Productora: Murder Inc./Def Jam | 4        | 2        | 14       | —        | 50       | —        | 29       |
| 2003 | Blood in My Eye - Lanzado: 4 de noviembre de 2003 - Productora: Murder Inc./Def Jam      | 6        | 1        | 51       | —        | 98       | —        | —        |
| 2004 | R.U.L.E. - Lanzado: 8 de noviembre de 2004 - Label: Murder Inc./Def Jam                  | 7        | 3        | 33       | —        | 44       | 116      | —        |
| 2012 | Pain Is Love 2 - 2012 - Productora: Mpire, Fontana                                       | 197      | 34       | 21       | —        | —        | —        | —        |

### Álbumes digitales
| Año  | Álbum                                                         | Posición | Posición | Posición |
| Año  | Álbum                                                         | US       | US R&B   | US Rap   |
| ---- | ------------------------------------------------------------- | -------- | -------- | -------- |
| 2009 | The Mirror - Lanzado: 31 de julio de 2009 - Productora: Mpire | —        | —        | —        |

### Compilaciones
| Año  | Álbum | Listas | Listas | Listas |
| Año  | Álbum | US     | US R&B | UK     |
| 2005 | Exodus Greatest Hits - Lanzado: 6 de diciembre de 2005 - Productora: The Inc./Def Jam - Formato: CD, LP, descarga digital | 107    | 23     | 50     |
| 2012 | Icon - Lanzado: 10 de diciembre de 2012 - Productora: Motown Records - Formato: descarga digital                          | 107    | 23     | 50     |

## Sencillos

### Propios
| Año  | Canción                                       | Posición     | Posición | Posición | Posición | Posición | Álbum               |
| Año  | Canción                                       | U.S. Hot 100 | U.S. R&B | U.S. Rap | UK       | AUS      | Álbum               |
| ---- | --------------------------------------------- | ------------ | -------- | -------- | -------- | -------- | ------------------- |
| 1999 | "Holla Holla"                                 | 35           | 11       | 2        | —        | —        | Venni Vetti Vecci   |
| 2000 | "Between Me and You" (feat. Christina Milian) | 11           | 5        | 11       | 26       | —        | Rule 3:36           |
| 2000 | "Put It on Me" (feat. Lil' Mo & Vita)         | 8            | 2        | 11       | —        | —        | Rule 3:36           |
| 2001 | "I Cry" (feat. Lil' Mo)                       | 40           | 11       | 25       | —        | —        | Rule 3:36           |
| 2001 | "I'm Real" (con Jennifer Lopez)               | 1            | 2        | —        | 4        | 3        | Pain Is Love        |
| 2001 | "Livin' it Up" (feat. Case)                   | 6            | 4        | 4        | 27       | 6        | Pain Is Love        |
| 2002 | "Always on Time" (feat. Ashanti)              | 1            | 1        | 1        | 6        | 3        | Pain Is Love        |
| 2002 | "Down Ass Chick" (feat. Charlie Baltimore)    | 21           | 8        | 5        | —        | 37       | Pain Is Love        |
| 2002 | "Thug Lovin'" (feat. Bobby Brown)             | 42           | 16       | 10       | 15       | 7        | The Last Temptation |
| 2003 | "Mesmerize" (feat. Ashanti)                   | 2            | 5        | 2        | 12       | 5        | The Last Temptation |
| 2003 | "The Reign"                                   | —            | —        | —        | 9        | 5        | The Last Temptation |
| 2003 | "Clap Back"                                   | 44           | 17       | 12       | 9        | 43       | Blood in My Eye     |
| 2004 | "New York" (feat. Fat Joe & Jadakiss)         | 27           | 14       | 10       | 17       | —        | R.U.L.E.            |
| 2004 | "Wonderful" (feat. R. Kelly & Ashanti)        | 5            | 3        | 2        | 1        | 6        | R.U.L.E.            |
| 2005 | "Caught Up" (feat. Lloyd)                     | —            | 65       | —        | 20       | 34       | R.U.L.E.            |
| 2007 | "Uh-Ohhh!" (feat. Lil' Wayne)                 | —            | 69       | —        | —        | —        | The Mirror          |
| 2007 | "Body" (feat. Ashley Joi)                     | —            | 71       | —        | —        | —        | The Mirror          |
| 2011 | "Real Life Fantasy" (feat. Anita Louise)      | —            | —        | —        | —        | —        | Pain Is Love 2      |
| 2012 | "SuperStar"                                   | —            | —        | —        | —        | —        | Pain Is Love 2      |

### Colaboraciones
| Año  | Canción                                                                     | Posición | Posición | Posición | Posición | Posición | Álbum                        |
| Año  | Canción                                                                     | US       | US R&B   | US Rap   | UK       | BRA      | Álbum                        |
| ---- | --------------------------------------------------------------------------- | -------- | -------- | -------- | -------- | -------- | ---------------------------- |
| 1998 | "The Grand Finale" (DMX feat. Method Man, Nas & Ja Rule)                    | —        | 63       | 18       | —        | —        | Belly                        |
| 1998 | "Can I Get A..." (Jay-Z feat. Amil & Ja Rule)                               | 19       | 6        | 22       | 24       | —        | Vol. 2: Hard Knock Life      |
| 2000 | "How Many Wanna"                                                            | —        | 72       | —        | —        | —        | Light it Up                  |
| 2001 | "Ain't It Funny (Murder Remix)" (Jennifer Lopez feat. Ja Rule)              | 1        | 4        | —        | 4        | —        | J to tha L-O!: The Remixes   |
| 2002 | "Rainy Dayz" (Mary J. Blige feat. Ja Rule)                                  | 12       | 8        | —        | 17       | —        | No More Drama                |
| 2002 | "Live My Life" (N.O.R.E. feat. Ja Rule)                                     | —        | —        | —        | —        | —        | God's Favorite               |
| 2002 | "Down 4 U" (Irv Gotti featuring Ashanti, Ja Rule, Charli Baltimore, & Vita) | 6        | 3        | 3        | 4        | —        | Irv Gotti Presents: The Inc. |
| 2009 | "Fly" (Wanessa Camargo featuring Ja Rule)                                   | —        | —        | —        | —        | 1        | Meu Momento                  |

### Apariciones especiales
| Título                             | Año  | Otros arista(s)                                                                                   | Álbum                                |
| ---------------------------------- | ---- | ------------------------------------------------------------------------------------------------- | ------------------------------------ |
| "Get Tha Fortune"                  | 1994 | Cash Money Click                                                                                  | Sencillo                             |
| "Time to Build"                    | 1995 | Mic Geronimo, Jay-Z, DMX                                                                          | The Natural                          |
| "Gangsta Shit"                     | 1998 | DJ Clue, Jay-Z                                                                                    | The Professional                     |
| "4 Seasons"                        | 1999 | Method Man, Redman, LL Cool J                                                                     | Blackout!                            |
| "The Girl Is Mine"                 | 1999 | Jagged Edge, Jermaine Dupri                                                                       | J.E. Heartbreak                      |
| "Back Where I Belong"              | 2000 | LL Cool J                                                                                         | G.O.A.T.                             |
| "Sacrifice"                        | 2000 | 1 Life 2 Live, Black Rob, Nature                                                                  | 1 Life 2 Live                        |
| "Back Up"                          | 2000 | Da Brat, Tamara Savage                                                                            | Unrestricted                         |
| "How Can I Be Down"                | 2000 | TQ                                                                                                | The Second Coming                    |
| "Get Da Money"                     | 2000 | Erick Sermon                                                                                      | Def Squad Presents Erick Onasis      |
| "Life Ain't a Game"                | 2000 | Damizza                                                                                           | Where I Wanna Be                     |
| "Ride for This"                    | 2001 | Fabolous                                                                                          | Ghetto Fabolous                      |
| "We Did It Again"                  | 2002 | Metallica, Swiss Beatz                                                                            | Presents G.H.E.T.T.O. Stories        |
| "Leaving (Always on Time Part II)" | 2002 | Ashanti                                                                                           | Ashanti                              |
| "Live My Life"                     | 2002 | N.O.R.E.                                                                                          | God's Favorite                       |
| "Been Around the World"            | 2003 | R. Kelly                                                                                          | Chocolate Factory                    |
| "We Fly"                           | 2003 | DJ Envy, Lil Mo & Vita                                                                            | The Desert Storm Mixtape             |
| "ATL Tales/Ride Wit Me"            | 2004 | Lloyd                                                                                             | Southside                            |
| "Turn It Up"                       | 2004 | Ashanti                                                                                           | Concrete Rose                        |
| "Rakata (Remix)"                   | 2005 | Wisin & Yandel                                                                                    | Pa'l Mundo                           |
| "One Blood (East Coast Remix)"     | 2006 | The Game, Jim Jones, Fabolous, Clipse, Juelz Santana, Nas, Jadakiss, Styles P, Fat Joe , N.O.R.E. | TBA                                  |
| "Cuchi"                            | 2006 | N.O.R.E., Big Mato                                                                                | N.O.R.E. Y La Familia... Ya Tu' Sabe |
| "Gameface"                         | 2007 | Benzino, Lil Dev                                                                                  | Antidote                             |
| "New York Is Back"                 | 2007 | DJ Khaled, Jadakiss, Fat Joe                                                                      | We the Best                          |
| "Where I From"                     | 2008 | Trae, Lloyd                                                                                       | Against Everything                   |
| "Still Murder"                     | 2008 | Newz, Young Life                                                                                  | Still Murder                         |
| "Who Wants to Fuck Tonight?"       | 2009 | Crooked I, Ray J, Eastwood                                                                        | TBA                                  |
| "Mafia Music (Remix)"              | 2009 | Rick Ross, The Game, Fat Joe                                                                      | Deeper Than Rap                      |
| "Meu Momento"                      | 2009 | Wanessa                                                                                           | Meu Momento                          |
| "Jump Off"                         | 2010 | Game                                                                                              | The R.E.D. Album                     |
| "Stay Flawless"                    | 2010 | N.O.R.E., DMX, Yummy Bingham                                                                      | Single                               |

## Filmografía

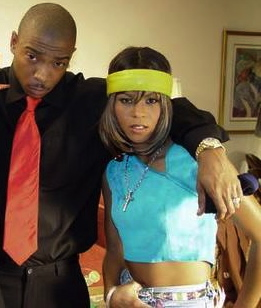
Ja Rule con Vita.

| Año  | Título                         | Papel                  |
| ---- | ------------------------------ | ---------------------- |
| 2000 | Da Hip Hop Witch               | El mismo               |
| 2000 | Turn it Up                     | David 'Gage' Williams  |
| 2000 | Backstage                      | El mismo               |
| 2001 | Crime Partners                 | Hitman                 |
| 2001 | The Fast and the Furious       | Edwin                  |
| 2002 | Al filo de la muerte           | Nicolas 'Nick' Frazier |
| 2003 | Scary Movie 3                  | Agente Thompson        |
| 2003 | Pauly Shore Is Dead            | El mismo               |
| 2004 | The Cookout                    | Bling Bling            |
| 2004 | Shall We Dance?                | Cantante Hip Hop Bar   |
| 2005 | Back in the Day                | Reggie Cooper          |
| 2005 | Asalto al Distrito 13          | Smiley                 |
| 2009 | Don't Fade Away                | Foster                 |
| 2010 | Wrong Side of Town             | Razor                  |
| 2013 | I'm in Love with a Church Girl | Miles Montego          |
| 2016 | Trolland                       | Fenn (voz)             |
| 2026 | Fast X: Part 2                 | Edwin                  |
| TBA  | Fast X: Part 3                 | Edwin                  |

## TV
- Inked (2005)
- South Beach (2006)
- Cooking Showdown (2006)